# 余剰次元
余剰次元（よじょうじげん、英: extra dimensions）とは、4次元よりも高次（5次元以上）の時空を表す理論物理学の概念である。
物理学では通常、時空は時間1次元・空間3次元からなると考える。これに加えて通常の観測にはかからない次元方向（通常は空間次元）が存在すると考え、その次元を余剰次元と呼ぶ。現在、これらの余剰次元の存在を検証するにたる実験結果や観測結果は得られていない。したがって、もし余剰次元が存在するならば、背後に「隠れている」必要がある。よく研究されている可能性として、余剰次元は現在の実験では見ることのできないくらい小さなスケールに「巻き上げ」られているというシナリオがある。このシナリオでは、余剰次元のサイズに関する極限などの性質は、Large Hadron Colliderのような素粒子実験により決められる。
余剰次元は、電磁気力と重力とを統一する試みであるカルツァ＝クライン理論に端を発する。その後強い相互作用および弱い相互作用が発見され、4つの基本的な力を統一しようという試みとして余剰次元が考察されてきた。最も有名な理論として弦理論は10次元からなる時空を要求し、さらに基本的なM-理論は11次元からなる時空の理論である。
弦理論を用いず場の量子論のレベルで考察された余剰次元模型数多く存在する。しかし、充分に高いエネルギー（あるいは短い距離）では、紫外完備化(UV completion)が達成されておらず無限大の物理量が生じるという困難がある。この困難は量子重力を記述する際の直接的な障害と同様のものあり、完成していない。従って、カルツァ・クライン理論はそれ自体が不完全な理論であるか、もしくは構築中の弦理論のモデルのある一部であるかのどちらかではないかと考えられている。
小さく巻き上げられた余剰次元に加えて、現実の宇宙に存在する物質は（3+1）次元の部分空間上へ局所化されていて、代わって現れない余剰次元が存在するかもしれない。このように、余剰次元は小さくコンパクトである必要はなく、大きな余剰次元(large extra dimensions)であってもよい。D-ブレーンは、この役割を果たす弦理論により予言される様々な次元を持つ拡張された力学的対象である。D-ブレーンは、終点がブレーンに固定されたゲージ相互作用に付帯した開弦の励起と、一方、重力相互作用を媒介する閉弦は全時空（バルク）上を自由に伝播するという弦の性質を持つ。これにより、重力相互作用が高次元の体積の中へ伝播するほど、自分自身を充分に希釈することになるため、重力が他の相互作用よりも指数的に弱い理由を説明できる可能性がある。
ブレーン物理学のいくつかの側面は、ブレーン宇宙論(brane cosmology)へ応用されている。たとえば、ブレーンガス宇宙論 は、トポロジー的で熱力学的な思考により、何故、空間次元は 3次元であるのかを説明しようとしている。このアイデアに従うと、弦が一般的に交差しうる空間的次元の最大数が3であるからである。もし、最初に大きなコンパクト次元の回りの弦の巻き付き数が大きいとすると、空間は巨視的なサイズへ膨張するだけであり、反対に、これらの巻き数がなくなると仮定することは、弦は互いに相手を見つけて打ち消しあう。しかし、3次元では、弦は相手を見つけ打ち消しあうに充分な率ではないので、空間の次元が3であることが、宇宙の初期構成の一部により与えられた大きさとして許容されることとなる。
いくつかの理論物理学の理論では、空間の余剰次元を何らかの理由で導入している。
- カルツァ＝クライン理論では、重力と基本的な力（当初は電磁気力のみ）を説明するために、余剰次元を導入する。
- 大きな余剰次元（英語版）およびランドール・サンドラム模型は、重力が他の基本的な力に比べて非常に弱い理由を説明することを試みている（階層性問題）。これは、ブレーンワールドの特徴でもある。
- 超弦理論における余剰次元は、理論の数学的整合性を保つために必須であり、カラビ-ヤウ多様体の形状を持つと仮定される。